# Bothrops jararaca
Espèce
Synonymes
- Cophias jajaraca Wied-Neuwied, 1824
- Cophias jararaca Wied-Neuwied, 1824
- Bothropoides jararaca (Wied-Neuwied, 1824)
- Bothrops leucostigma Wagler, 1824
- Bothrops tessellatus Wagler, 1824

Bothrops jararaca est une espèce de serpents de la famille des Viperidae.

## Répartition

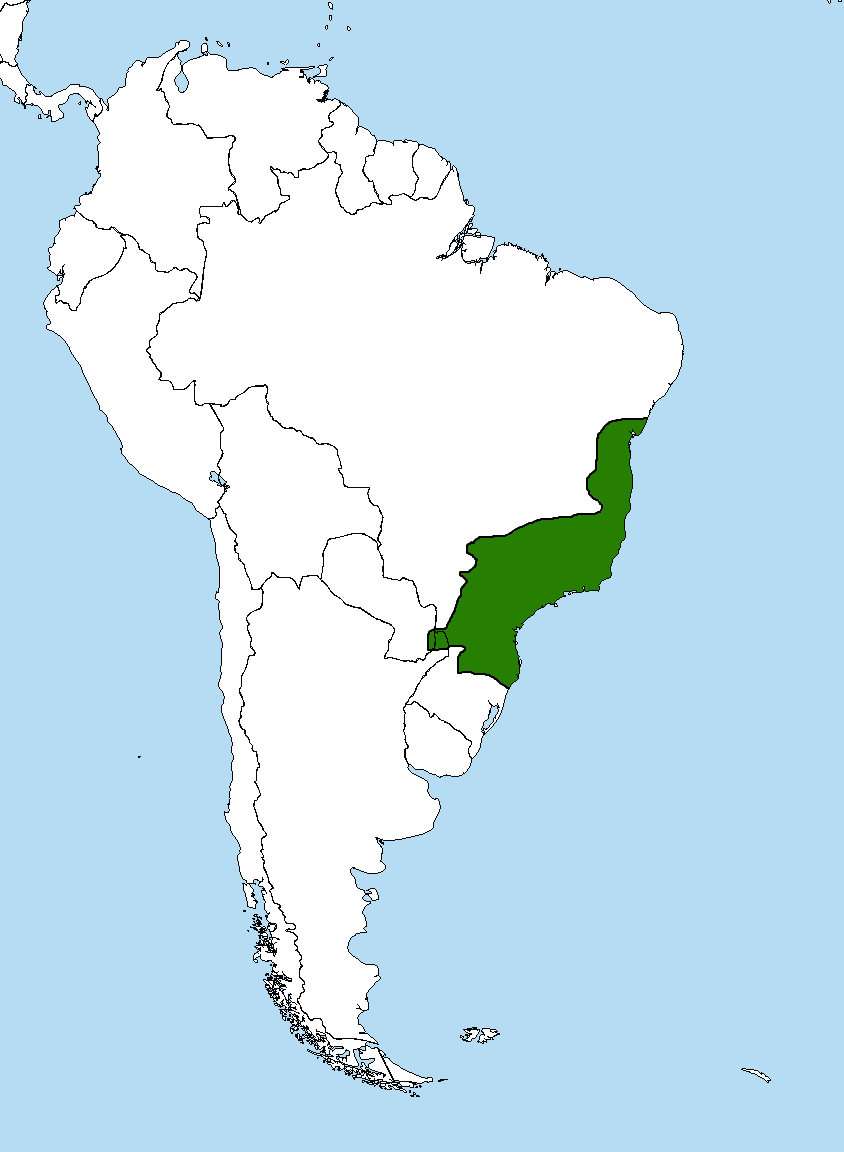
Distribution

Cette espèce se rencontre :
- au Brésil dans le Sud de Bahia, en Espírito Santo, au Minas Gerais, dans l'Est du Mato Grosso, dans l'État de Rio de Janeiro, dans l'État de São Paulo, au Paraná, au Santa Catarina et au Rio Grande do Sul ;
- dans l'Est du Paraguay ;
- en Argentine dans la province de Misiones.

## Description
C'est un serpent venimeux.

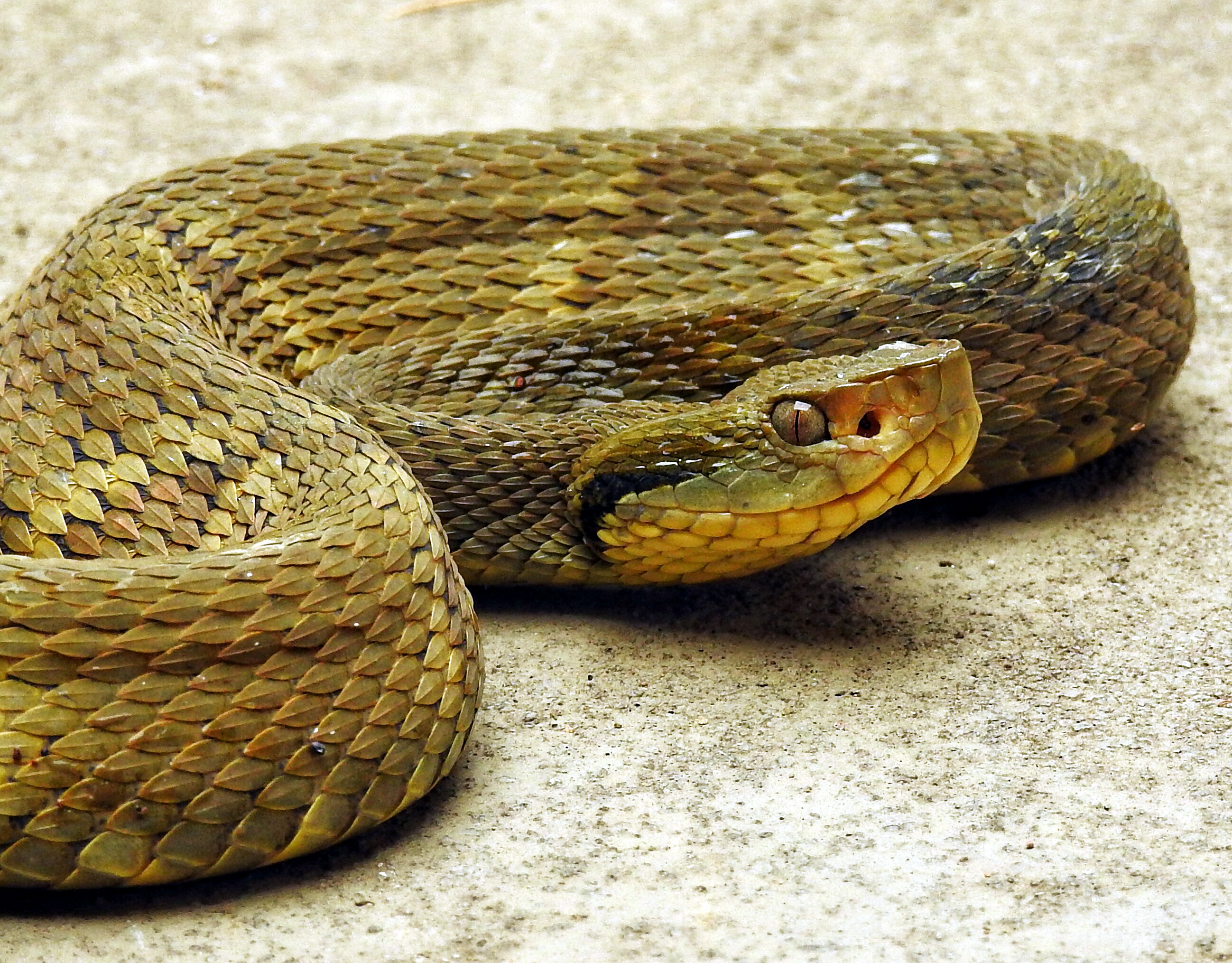
Bothrops jararaca

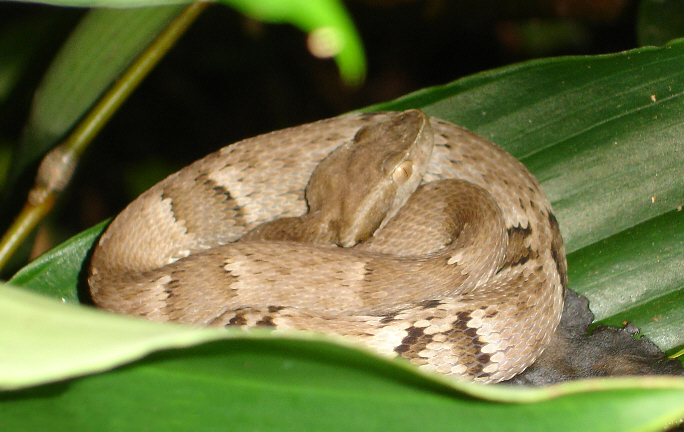
Bothrops jararaca

Son venin a permis de développer les inhibiteurs de l'enzyme de conversion, une importante classe de médicaments utilisés pour traiter l'hypertension artérielle ou l'insuffisance cardiaque.

## Publication originale
- Wied-Neuwied, 1824 : Abbildungen zur Naturgeschichte Brasiliens. Isis von Oken, vol. 14, p. 1103 (texte intégral).